# غريغوريو سابلان
غريغوريو كيليلي كاماتشو سابلان (بالإنجليزية: Gregorio Kilili Camacho Sablan)‏ هو سياسي من جزر ماريانا الشمالية من الحزب الديمقراطي ولد في يوم 19 يناير 1955 في سايبان. يشغل منذ سنة 2009 مندوب جزر ماريانا الشمالية في مجلس النواب الأمريكي.